# Canistrum ambiguum
Canistrum ambiguum là một loài thực vật có hoa trong họ Bromeliaceae. Loài này được (Wand. & Leme) Wand. & B.A.Moreira mô tả khoa học đầu tiên năm 2007.